# Ołeksandr Szczerbyna
Ołeksandr Szczerbyna (ukr. Олександр Щербина, ros. Александр Щербина, ur. 25 stycznia 1931 w Kirowohradzie) – ukraiński lekkoatleta, chodziarz, startujący w barwach Związku Radzieckiego, medalista mistrzostw Europy z 1966.
Zajął 4. miejsce w chodzie na 50 kilometrów na igrzyskach olimpijskich w 1960 w Rzymie.
Zdobył brązowy medal w chodzie na 50 kilometrów na mistrzostwach Europy w 1966 w Budapeszcie. Był trzeci w tej samej konkurencji podczas pucharu świata w chodzie w 1967 w Bad Saarow.
Był wicemistrzem ZSRR w chodzie na 50 kilometrów w 1963 i 1965 oraz brązowym medalistą na tym dystansie w 1960, 1966 i 1967. Zdobył również brązowy medal mistrzostw ZSRR w chodzie na 20 kilometrów w 1961 i 1965.
Rekordy życiowe Szczerbyny:
| Konkurencja           | Data i miejsce                 | Wynik   |
| --------------------- | ------------------------------ | ------- |
| chód na 20 kilometrów | 23 lipca 1968, Leningrad       | 1:26:46 |
| chód na 50 kilometrów | 17 października 1965, Ałma-Ata | 3:57:28 |